# Франко Каузио
Франко Каузио (итал. Franco Causio; 1. фебруар 1949) бивши је италијански фудбалер. 

## Каријера
Прешао је у Јувентус када је имао 17 година. После неколико година био је на позајмици у Серији Б (играо за Ређину и Палермо), вратио се у Јувентус током 1970. године, да би потом 11 година носио дрес торинског клуба са бројем 7. Играо је уз познате играче као што су: Роберто Бетега, Роберто Бонинсења, Пјетро Анастаси, Клаудио Ђентиле, Марко Тардели, Дино Зоф, Гаетано Ширеа и Антонио Кабрини. Током веома успешног периода проведеног у Јувентусу, освојио је Скудето шест пута, као и један Куп Италије и Куп УЕФА.
Такође је стигао до финала Купа европских шампиона са Јувентусом током сезоне 1972/73, као и до финала Интерконтиненталног купа те године.  Поражени су у финалу Купа Италије, али су освојили Серију А. Његов најбољи резултат у Купу победника купова био је у сезони 1979/80, када је Јувентус стигао до полуфинала такмичења.
Од 1972. до 1983. одиграо је 63 утакмице за репрезентацију Италије и постигао 6 голова.
Учесник Светског првенства 1974. (одиграо 2 утакмице, без голова) и Светског првенства 1978. (7 утакмица, 1 гол на утакмици за 3. место),
Полуфиналиста Европског првенства у Италији 1980.
Са 33 године уврштен је у репрезентацију на Светском првенству у Шпанији 1982. где је углавном био резерва, али је изашао на терен у два меча (друго полувреме у мечу са Перуом, а такође и као у знак његовог великог поштовања и у знак захвалности тренер Енцо Беарцот га је увео у игру у финалу од 89 минута), није постигао ниједан гол. Азури су на крају постали шампиони света.

## Успеси

#### Клуб
Јувентус
- Серија А: 1971/72, 1972/73, 1974/75, 1976/77, 1977/78, 1980/81.
- Куп Италије: 1978/79.
- Куп УЕФА: 1976/77.

### Репрезентација
Италија
- Светско првенство: 1982.